# Retfærd
Retfærd er et nordisk retsvidenskabeligt tidsskrift udgivet af Djøf Forlag.
Retfærd redigeres af redaktionerne i Danmark, Norge, Finland, Sverige og Island.
Tidsskriftet bringer aktuelle artikler og debatstof om teoretiske og praktiske emner, der udfordrer den traditionelle, juridiske tænkemåde.